# Trash (album Black River)
Trash – pierwsza kompilacja nagrań polskiej grupy muzycznej Black River. Wydawnictwo ukazało się 6 grudnia 2010 roku nakładem wytwórni muzycznej Mystic Production. Na płycie znalazły się utwory zarejestrowane podczas sesji nagraniowych albumów Black River (2008) i Black’n’Roll (2009) oraz trzy kompozycje nagrane podczas występu formacji w warszawskim klubie Stodoła.

## Lista utworów
Opracowano na podstawie materiału źródłowego.
1. "Desert Rider" (muz. Black River) - 03:10
2. "Out of Control" (muz. Black River, sł. Taff) - 02:31
3. "Free Man" (acoustic) (muz. Black River, sł. Taff) - 03:56
4. "Amercian Way" (muz. Black River, sł. Taff) - 03:56
5. "Symmetry" (muz. Black River, sł. Taff) - 04:20
6. "Lokomotiv" (muz. Black River) - 01:01
7. "Liars" (muz. Black River, sł. Taff) - 02:59
8. "Unlucky in Hell" (muz. Black River, sł. Taff) - 04:49
9. "Free Man" (orchestration) (muz. Black River, sł. Taff) - 03:58
10. "Too Far Away" (live) (muz. Black River, sł. Taff) - 04:38
11. "Night Lover" (live) (muz. Black River, sł. Taff) - 03:58
12. "Punky Blonde" (live) (muz. Black River, sł. Taff) - 02:25